# Màn hình chết chóc
Trong tin học, màn hình chết chóc là một thuật ngữ không chính thức để chỉ một loại thông báo lỗi hệ điều hành máy tính, được hiển thị trên màn hình khi hệ thống gặp phải lỗi hệ thống nghiêm trọng. Người dùng máy tính đã gọi những thông báo này là "màn hình chết chóc" vì chúng thường dẫn đến việc mất những tác phẩm chưa lưu và thường chỉ ra các vấn đề nghiêm trọng với phần cứng hoặc phần mềm của hệ thống. Các màn hình lỗi này thường là kết quả của lỗi Kernel panic, mặc dù các thuật ngữ thường được sử dụng thay thế cho nhau. Hầu hết các màn hình chết chóc đều hiển thị trên nền màu đồng đều với thông báo khuyên người dùng khởi động lại máy tính.

## Những màn hình chết chóc đã biết
- Màn hình xanh chết chóc (còn được gọi là BSoD, hoặc lỗi dừng) là tên gọi chung của màn hình hiển thị bởi hệ điều hành Microsoft Windows khi xảy ra lỗi hệ thống nghiêm trọng. Cho đến nay, đây là màn hình chết chóc nổi tiếng nhất.
- Một số màn hình đen chết chóc đã được biết đến: Một là chế độ lỗi của Windows 3.x. Một là xuất hiện khi bộ nạp khởi động của Windows Vista bị lỗi. Cũng trong các bản xem trước của Windows 11, màn hình xanh chết chóc đã được đổi thành màu đen[1].
- Màn hình cam chết chóc là màn hình màu cam xuất hiện khi GPU hoặc các thành phần phần cứng khác gặp lỗi nghiêm trọng. Một số trường hợp nó xảy ra khi xem video YouTube hoặc khi thức dậy từ chế độ ngủ. Một số gặp sự cố này với BitLocker, trong khi những người khác gặp sự cố khi sử dụng màn hình bên ngoài.
- Màn hình xanh lá chết chóc là màn hình xanh lá xuất hiện trên TiVo với thông báo: "DVR đã phát hiện ra sự cố nghiêm trọng và hiện đang cố gắng khắc phục" hoặc "Đã xảy ra lỗi nghiêm trọng". Sự xuất hiện của nó thường có nghĩa là ổ đĩa cứng bị hỏng và nó sẽ cố gắng dọn dẹp, kiểm tra và/hoặc sửa chữa Hệ thống tệp phương tiện TiVo[2][3]. Màn hình xanh chết chóc trên bản dựng Windows Insider xuất hiện dưới dạng màu xanh lá thay vì màu xanh lam, bắt đầu với bản dựng 14997[4]. Màn hình xanh lá chết chóc cũng xuất hiện trên Xbox One và PlayStation 5.
- Màn hình tím chết chóc xuất hiện bởi VMware ESXi, một sản phẩm ảo hóa máy chủ của VMware. Nó được hiển thị trong trường hợp có lỗi nhân nghiêm trọng. Màn hình cung cấp các mã lỗi có thể được sử dụng cho mục đích gỡ lỗi.
- Bốn màn hình đỏ chết chóc đã được biết đến: Một màn hình xuất hiện trong các phiên bản beta ban đầu của Windows Vista, nhưng sau đó nó trở thành màn hình đen. Một lỗi khác xuất hiện trong bản dựng Windows 98 beta và do Cấu hình nâng cao và Giao diện nguồn (ACPI) gây ra. Nó cũng xuất hiện trên Hệ thống Atari Jaguar nếu có lỗi hộp mực đang nạp hoặc hộp mực lậu được phát hiện, được đánh dấu bằng tiếng báo đốm gầm và logo Atari Jaguar màu đỏ trên màn hình chuyển màu từ đen sang đỏ. Và cái cuối cùng là màn hình đỏ chết chóc của PlayStation 2, nó rất giống với màn hình khởi động của PS2, ngoại trừ sau khi khởi động, một màn hình màu đỏ xuất hiện với thông báo "Vui lòng chèn đĩa định dạng PlayStation hoặc PlayStation 2." Âm thanh khi xuất hiện Màn hình Đỏ thực sự là một phiên bản âm thanh thấp của màn hình menu PS2 với một tiếng còi rùng rợn và sau đó âm thanh xung quanh giống như menu. Lỗi này có thể xảy ra bằng cách chèn đĩa trò chơi/đĩa không tương thích, ví dụ: đĩa PC và các đĩa Xbox 360 mới hơn với biểu ngữ mới.
- Màn hình trắng chết chóc xuất hiện trên một số hệ điều hành, hệ quản trị nội dung[5][6] và BIOS khác. Một là trong iOS 7 và màn hình chết chóc xuất hiện khi iPhone 5 màu trắng trở lên hoặc iPod Touch màu trắng (thế hệ thứ 5) bị đơ. Mọi thứ trên màn hình chuyển sang màu trắng và logo Apple màu đen là tất cả những gì hiển thị trên màn hình[7].
- Màn hình vàng chết chóc xảy ra khi ứng dụng web ASP.NET gặp sự cố và bị treo[8].
- Lỗi Kernel panic xuất hiện chủ yếu ở Unix và các hệ điều hành kiểu Unix, tương tự với màn hình xanh chết chóc ở Microsoft. Nó là một quy trình được gọi khi nhân phát hiện ra các lỗi không thể khôi phục được về tính đúng đắn của thời gian chạy, nói cách khác, khi tiếp tục hoạt động có thể có nguy cơ làm tăng sự mất ổn định của hệ thống và khởi động lại hệ thống dễ dàng hơn so với việc cố gắng khôi phục.
- Sad Mac là một biểu tượng xuất hiện ở các máy tính Apple Macintosh thế hệ cũ, bắt đầu với Macintosh 128K ban đầu, để biểu thị một sự cố phần cứng hoặc phần mềm nghiêm trọng đã ngăn không cho khởi động thành công. Một biểu tượng tương tự cũng tồn tại ở iPod.
- Sad Tab là một biểu tượng thư mục buồn bã, cau có được hiển thị trên một tab trong Google Chrome khi tab đó gặp sự cố. Biểu tượng này giống với biểu tượng của Sad Mac.
- Biểu tượng Quả bom là biểu tượng được hiển thị khi một chương trình macOS cổ điển gặp sự cố ứng dụng. Các ký hiệu quả bom cũng xuất hiện ở dòng máy tính Atari ST khi hệ thống gặp lỗi hệ thống nghiêm trọng. Số lượng quả bom chỉ ra nguyên nhân chính xác của lỗi.
- Lỗi Guru Meditation là tên của lỗi xảy ra trên các phiên bản đầu tiên của máy tính Amiga khi chúng gặp sự cố. Nó cũng xuất hiện trên Nintendo DS, thường thấy nhất khi sử dụng homebrew. (Màn hình trên cùng màu đen và màn hình dưới màu đỏ với phông chữ gỡ lỗi màu trắng có nội dung "Lỗi Guru Meditation! Dữ liệu hủy bỏ!" cùng với một số địa chỉ hex bên dưới.)
- Kernel Debug Land là tên của những người dùng Kernel Debugger của Haiku/BeOS khi gặp phải sự cố nhân.

## Hình ảnh

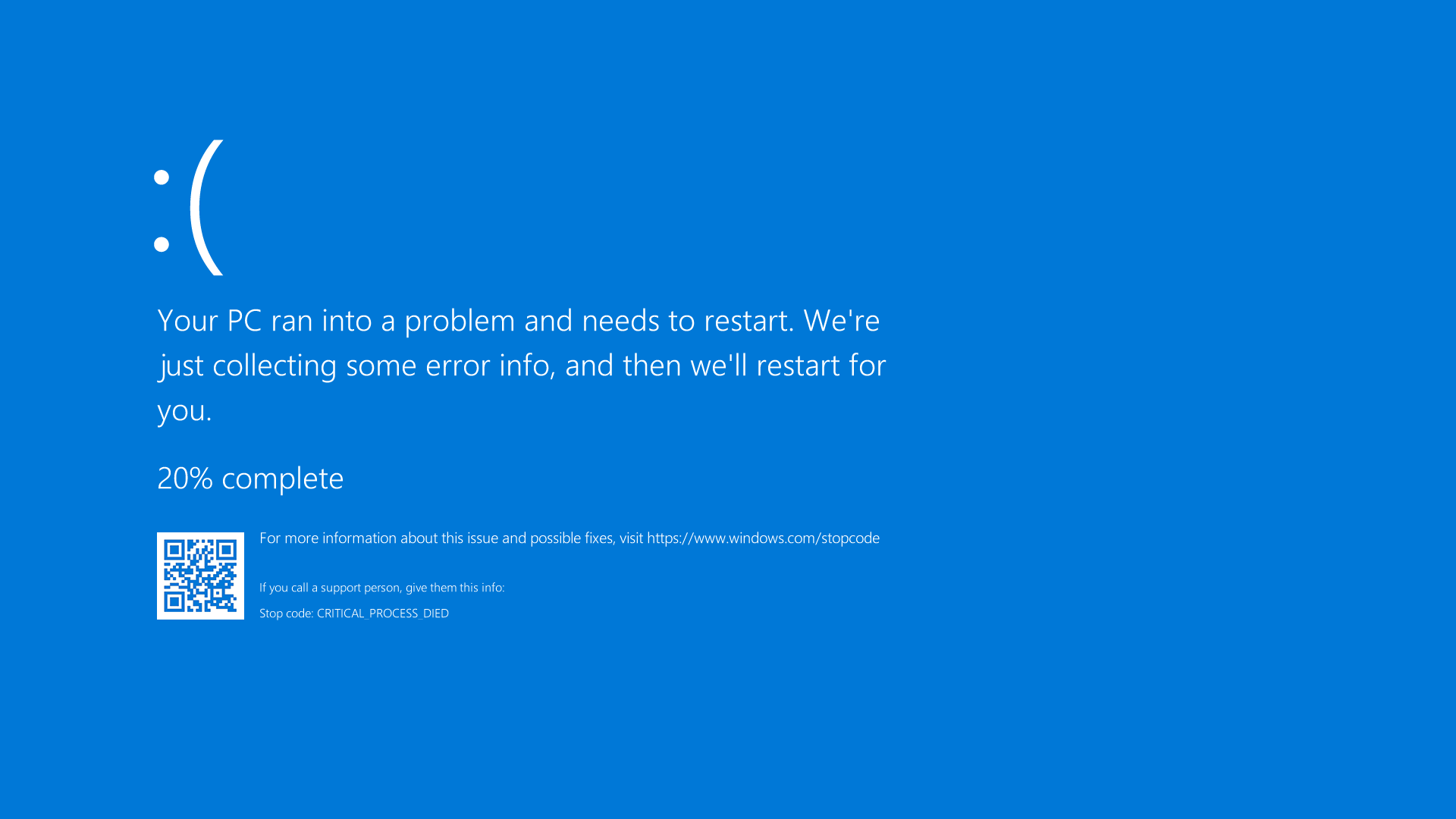
Màn hình chết chóc ở Windows 10, bao gồm một biểu tượng cảm xúc buồn và mã QR để khắc phục sự cố nhanh chóng.
Màn hình đen phần cứng chết chóc xảy ra khi ổ đĩa cứng hệ thống không thể tải bản ghi khởi động chính. Màn hình trống ngoài một con trỏ màu trắng nhấp nháy.
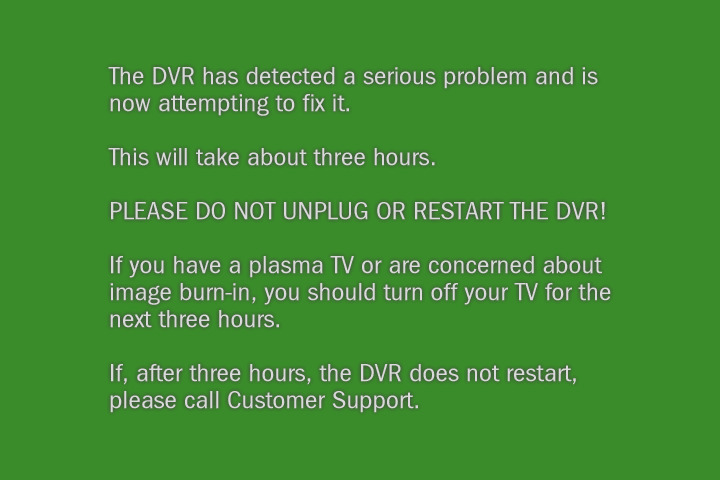
Màn hình xanh lá chết chóc của TiVo.
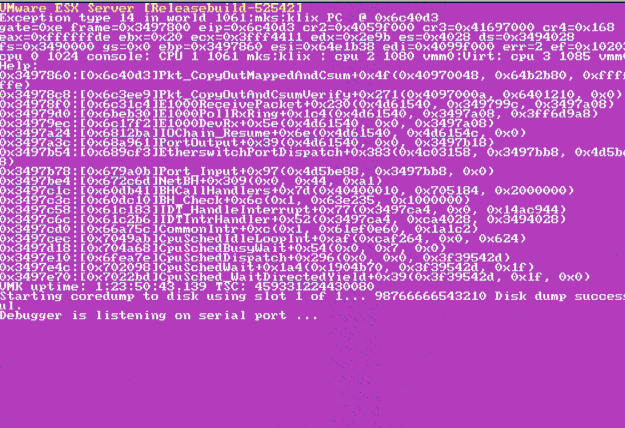
Một màn hình chẩn đoán màu tím trên VMware ESX Server 3.0.
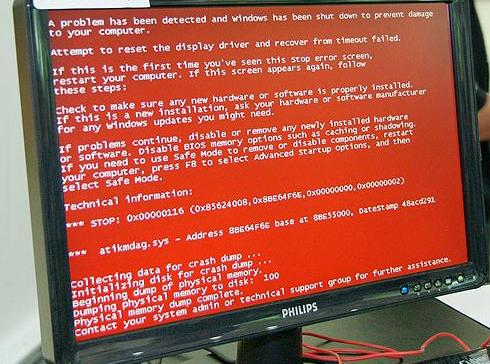
Màn hình đỏ chết chóc ở Windows Vista.
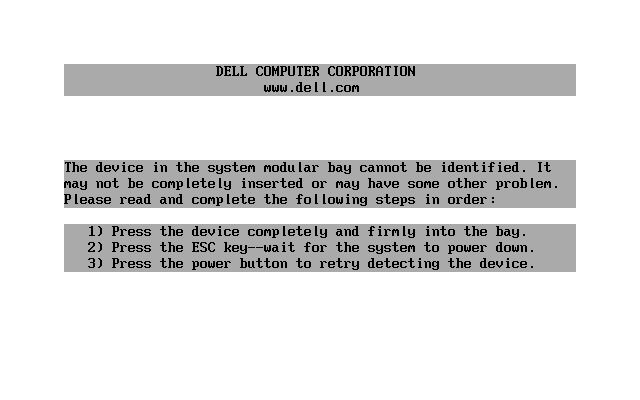
Màn hình trắng chết chóc trên máy tính Dell.
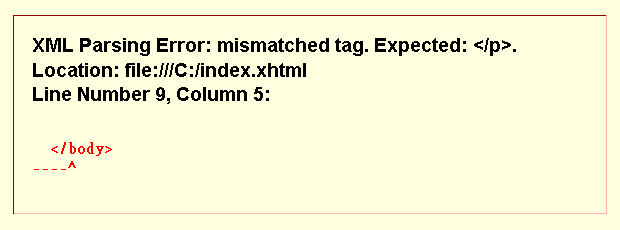
Màn hình vàng chết chóc của Firefox.
Lỗi Kernel panic trên Linux, buộc phải cố gắng tắt init.
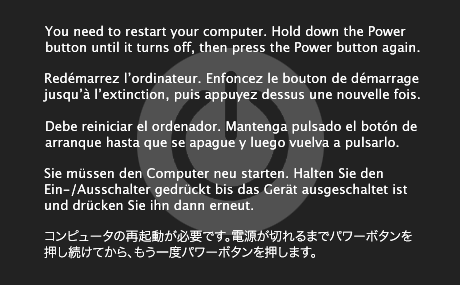
Cảnh báo lỗi Kernel panic ở macOS. Tính năng này lần đầu tiên được giới thiệu trong Mac OS X 10.6.
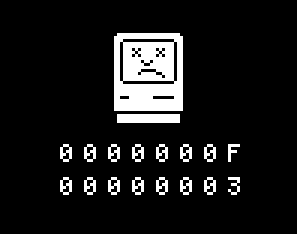
Một phiên bản của biểu tượng Sad Mac, phiên bản này chỉ ra rằng một chỉ dẫn sai đã xảy ra.
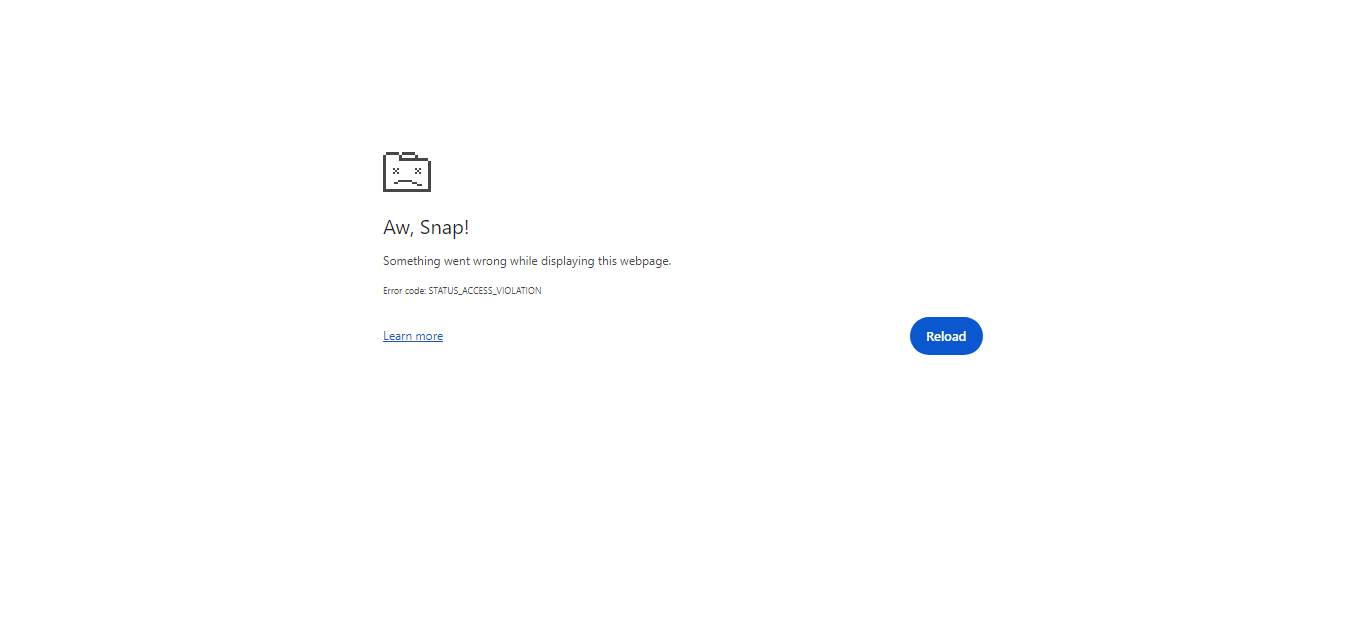
Ảnh chụp màn hình về sự cố trình duyệt Google Chrome.
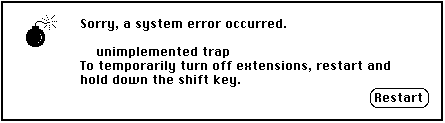
Cảnh báo lỗi hệ thống macOS từ thời Hệ thống 7. Đây là một cảnh tượng phổ biến và người dùng Mac thời đại thường giữ một chiếc kẹp giấy gần đó để khởi động lại máy tính vì nút khởi động lại trên màn hình thường không hoạt động.
Mô phỏng thông báo lỗi Guru Meditation.
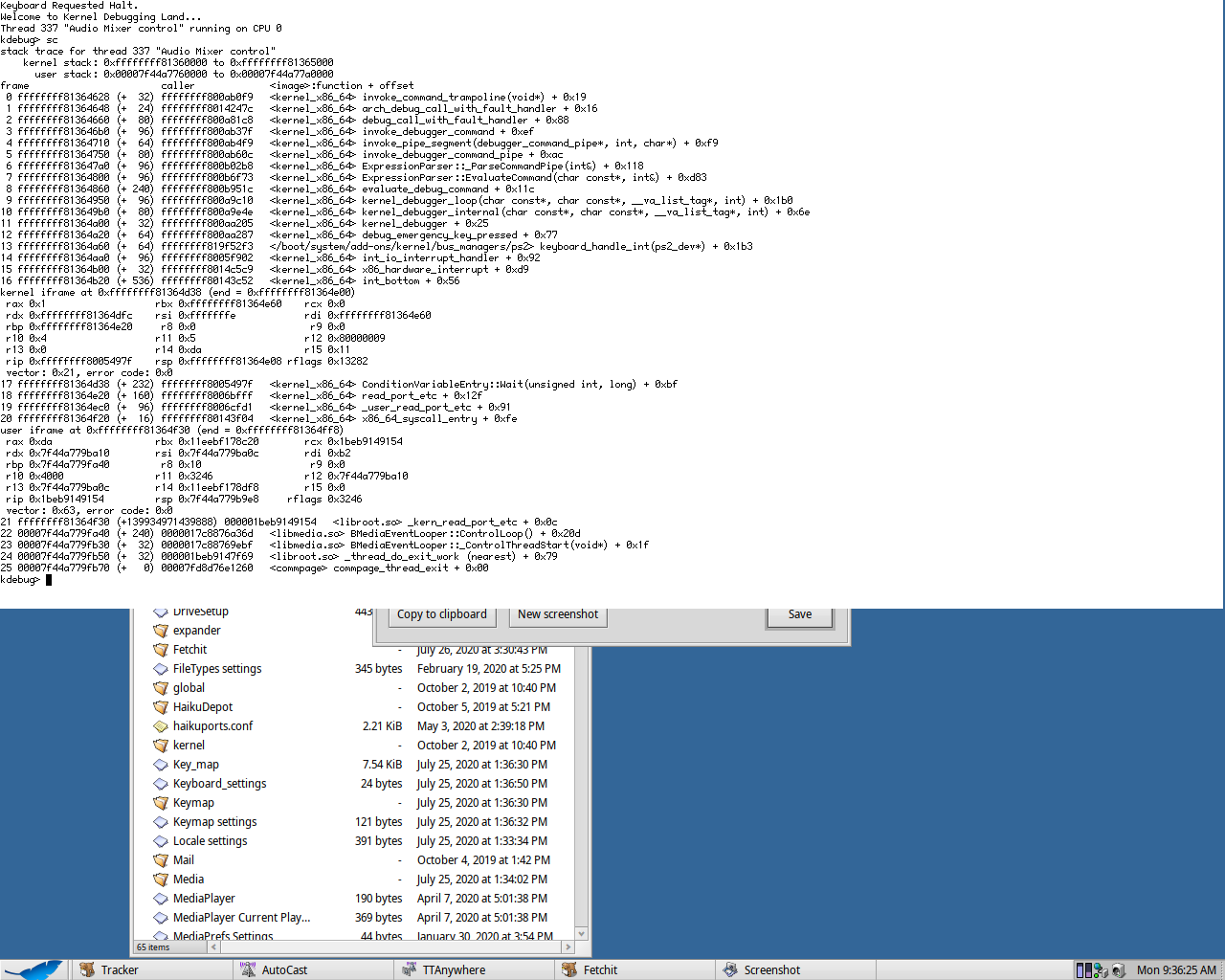
"Kernel Debugging Land" ở Haiku.